# Огюст де Вільє де Ліль-Адан
Комте Жан-Марі-Матіас-Філіпп-Огюст де Вільє де Ліль-Адан (фр. Jean-Marie-Mathias-Philippe-Auguste, comte de Villiers de l'Isle-Adam; 1838-1888) — французький письменник і драматург. Представник романтизму і символізму.

## Біографія
Народився у місті Сен-Бріє (провінція Бретань) на півночі Франції. Його батько маркіз Вільє де Ліль-Адан був нащадком одного з найстаріших дворянських родів Франції. До старовинної бретонської аристократії відноситься і рід матері письменника Марі Франсуази Ле Неву де Карфор.
Про ранні роки життя Вільє відомо порівняно небагато. Юнак отримав хорошу освіту і рано пристрастився до літератури. У 1857 році Вільє приїжджає в Париж. Там він знайомиться з Шарлем Бодлером, Леоном Блуа та іншими представниками столичних літературних кіл, пише свої перші твори, зокрема, публікує свою першу збірку «Перші вірші» (Deux Essais de Poésie, 1858). В цей час він відвідував літературні салони, кафе, був епізодичним співробітником кількох журналів і газет, а в 1867 році навіть головним редактором «Огляду літератури і мистецтва».
Початок франко-пруської війни Вільє зустрів у Люцерні, звідки він перебрався в Авіньйон, а потім — в Париж, вважаючи своїм прямим обов'язком — а він був офіцером національної гвардії — при необхідності зі зброєю в руках стати на захист батьківщини. Документально підтверджено, що Вільє був не тільки в числі активних захисників міста, але і залишився служити в національній гвардії.
Після поразки Паризької комуни він довгий час майже нічого не публікує. Ним було зроблено кілька невдалих спроб зайняти якесь офіційне положення: місце аташе у французькому посольстві в Англії, висунення своєї кандидатури до муніципальної ради.
Потім настає найпродуктивніший період життя письменника. У 1883-му році виходить його збірка «Жорстокі розповіді», здебільшого складений з новел, що виходили в журналах в 70-і роки. Через кілька років виходять нові збірки оповідань, а також з'являється роман, над яким Вільє працював не один рік, «Єва майбутнього».
У 1890-і роки п'єси Вільє ставилися в передових театрах, зокрема, e «Вільному театрі» Антуана, в «Художньому театрі» Поля Фора. Пізніше його ім'я на цілі десятиліття майже зовсім зникло зі сцени літературного життя. Хоча час від часу з'являлися статті і книги про Вільє. А в 1986 році у Франції в двох томах серії літературних пам'яток «Бібліотека Плеяди» побачило світ повне зібрання його творів. Його твори перекладені на десятки мов світу.